# Jamby atu
Le jamby atu (kazakh : Жамбы ату), ou jamby atysh (kirghize : Жамбы атыш), est une épreuve équestre traditionnelle des peuples d'Asie Centrale, en particulier au Kazakhstan et au Kirghizistan, dans laquelle un cavalier doit atteindre une cible en tirant à l'arc ou avec sa lance tout en maintenant sa monture au galop. 

## Origine et historique
Durant la seconde moitié du premier millénaire, les kirghizes, à l'instar des autres populations du Sud de la Sibérie, ont cherché à développer les techniques de tir, à pied comme à cheval. L'armement principal du cavalier kirghize était son arc, même si des sabres légers pouvaient être utilisés en cas de confrontation rapprochée. La tactique de base des kirghizes consistait à harceler l'ennemi à l'aide de leurs archers montés, en évitant le contact rapproché ; leur habileté équestre était inégalée. 
Cette habileté équestre de l'archer monté a été perpétuée par le jamby-atu, compétition sportive où les cavaliers et archers à pied doivent toucher de leur flèche un disque d'argent suspendu à une corde. Cette pratique est décrite dans l'épopée de Manas.
La pratique du jamby atu sous la République socialiste soviétique kazakhe suivait les règles dictées par le comité des sports ; ces dernières prévoyaient que le tir soit effectué par jet d'une javeline (au lieu de décocher une flèche).

## Règles
Les cavaliers doivent galoper sur une distance de 300 m ; sur les 100 derniers mètres, des cibles de la taille d'un sabot de cheval (appelées jamba) sont suspendues à des poteaux de 3 à 4 m de haut. Les cavaliers passent à une distance de 35 à 45 m des cibles et doivent essayer de les toucher tout en restant au galop.

## Organisation contemporaine
De nos jours, les règles ont été codifiées ; des écoles de jamby atu forment les cavaliers à ce sport en Asie Centrale (notamment à Almaty et Chimkent), et des championnats sont organisés. Le jamby atu peut être pratiqué avec d'autres armes, comme des lances,. Des épreuves de jamby atu peuvent être organisées comme divertissement lors de festivités publiques, comme Norouz.